# Сардури II
Сардури II (Сардури, сын Аргишти, а также Сидури II, Седури II, Сардур II) — последний царь Урарту периода расцвета государства Урарту, правивший в 764—735 годах до н. э. Поражение урартской армии под командованием Сардури II от ассирийского царя Тиглатпаласара III в 735 году до н. э. положило начало закату Урарту.

## Биография

### 764—744 годы до н. э.

Урарту во время первой половины правления Сардури II

Взойдя на престол в 764 году до н. э., Сардури II продолжил политику своего отца Аргишти I по расширению границ Урарту. Завоевания предшественников Сардури II, Менуа и Аргишти I, сделали Урарту самым могущественным государством Передней Азии. Мощная урартская армия была перестроена по передовому ассирийскому образцу, а сами ассирийцы (из-за расширения границ Урарту) были отрезаны от стратегических поставок лошадей и железа. Сардури II предпринял множество успешных военных походов по расширению границ. Многие из его ранних походов совершались в Закавказье (например, войны 750—748 и 744—742 годов до н. э. с Колхидским царством), где урарты почти не встречали сопротивления. Во время этих походов Сардури II легко захватывал пленных и военные трофеи. Возможно, что могущество Урарту этого периода вселило излишнюю самоуверенность в Сардури II и его боевых командиров. Например, боевое оружие этого периода изготовлялось с большим числом украшений, и, хотя урарты давно владели технологией производства железного оружия и железными рудниками, много оружия производилось из бронзы.
К середине своего правления Сардури II предпринял также поход в пограничную с Ассирией страну Манна, который, возможно, спровоцировал Ассирию на подготовку войны против Урарту. Летопись Сардури II сообщает:

Бог Халди выступил со своим оружием, …, поверг их перед Сардури, сыном Аргишти. Халди могуч, оружие бога Халди — могучее. Выступил в поход Сардури, сын Аргишти. Сардури говорит: Я отправился, выступил я в поход на страну Мана, страну я завоевал, города сжёг и разрушил, страну я разорил; мужчин и женщин угнал в страну Биаинили. Цитадель города Дарбани, укрепленную, в бою я завоевал, эту страну к моей стране я присоединил.

Правители соседней Ассирии до 744 года до н. э. были не в состоянии помешать урартам в их завоеваниях.

### 744—735 годы до н. э.

Урарту во время второй половины правления Сардури II

В 744 году до н. э. в соседней с Урарту Ассирией произошли политические перемены. Относительно мирных правителей Ашшур-дана III (период правления 772—755 гг. до н. э.) и Ашшур-нирари V (период правления 754—745 гг. до н. э.) сменил решительный Тиглатпаласар III, который немедленно начал борьбу за восстановление Ассирией былого господства в Передней Азии. Тиглатпаласар III провел ряд реформ в ассирийской армии и начал успешные боевые действия на западных границах Урарту, направленные на возврат Ассирии контроля над торговыми путями в Малую Азию, отобранные урартами при царе Менуа. К 735 году до н. э. состоялось решающее сражение между ассирийской армией и урартской армией на западном берегу Евфрата. Ассирийцы разбили урартскую армию и захватили большое число пленных и различные трофеи. Сардури II, который командовал урартской армией, бежал с поля битвы в столицу Урарту Тушпу, а Тиглатпаласар III продолжил военный поход вглубь Урарту. Ассирийская летопись сообщает:

Сардури урарта в Турушпе, его главном городе, я запер, большое побоище устроил перед городскими воротами, изображение моего величества установил я напротив города. 60 мер пути по обширной стране Урарту сверху донизу победоносно я прошел и не встретил соперника. Страны Уллуба и Хабху, расположенные у подножья горы Нал, я завоевал целиком и включил в границы Ассирии.

Обстоятельства смерти Сардури II остаются до конца невыясненными. По-видимому, он был убит ассирийцами при осаде Тушпы. Крупное поражение от ассирийцев повергло Урарту в хаос, многие области немедленно восстали против центральной власти Тушпы. В жизни государства Урарту наступил закат, который постепенно закончился его гибелью.